# Mont Hilong-Hilong
Le mont Hilong-Hilong est une montagne des Philippines culminant à 1 920 m d'altitude dans la province de Agusan del Norte, à une vingtaine de kilomètres de la ville de Butuan. Elle constitue le point culminant des monts Diuata.

## Géographie

### Situation
Le mont Hilong-Hilong est situé dans la partie orientale de Mindanao, dans les monts Diuata.
Le sommet se situe sur la municipalité de Remedios T. Romualdez, cependant le flanc septentrional est situé sur le territoire de la ville de Cabadbaran.

### Faune et flore

#### Faune
Le mont Hilong-Hilong accueille une faune diverse et riche.
Parmi les mammifère emblématiques on peut citer le tarsier des Philippines (Tarsius syrichta), le macaque crabier (Macaca fascicularis) et le cerf des Philippines (Cervus mariannus).
On recense de nombreuses espèces d'oiseaux parmi lesquelles le cacatoès des Philippines, le bihoreau goisagi (Gorsachius goisagi), l'aigle des singes (Pithecophaga jefferyi), la gallicolombe de Bartlett (Gallicolumba crinigera), le Phapitréron à oreillons bruns (phapitreron brunneiceps), le petit-duc de Gurney (Otus gurneyi), le grand-duc des Philippines (Bubo philippensis), le martin-pêcheur argenté (Ceyx argentatus), le martin-pêcheur flamboyant (Ceyx melanurus), le martin-chasseur de Hombron (Actenoides hombroni), l'eurylaime de Steere (Sarcophanops steerii), la Brève de Steere (Pitta steerii), le Tchitrec céleste (Hypothymis coelestis), le Gobemouche de Basilan (Ficedula basilanica) et le Verdin à ailes jaunes (Chloropsis flavipennis).
On y a recensé 6 espèces d'oiseaux endémiques de l'île de Mindanao, dont 3 sont menacées.

## Activités

### Accès
Le sommet ne comporte pas de voie d'accès directe. Ni chemin ni route ne mène au sommet. La pan-Philippine Highway qui relie Butuan à Cabadbaran passe cependant sur les contreforts occidentaux de la montagne, à une dizaine de kilomètres du sommet. La route reliant Butuan à Tandag passe au sud du sommet, mais elle ne permet pas non plus un accès simple à la montagne.

### Protection environnementale
Le mont Hilong-Hilong fait partie d'une aire protégée de plus de 16 000 hectares, la réserve forestière Cabadbaran-Santiago Watershed. Le site est reconnu pour son importante biodiversité. On y trouve de nombreuses espèces endémiques.